# 楊志

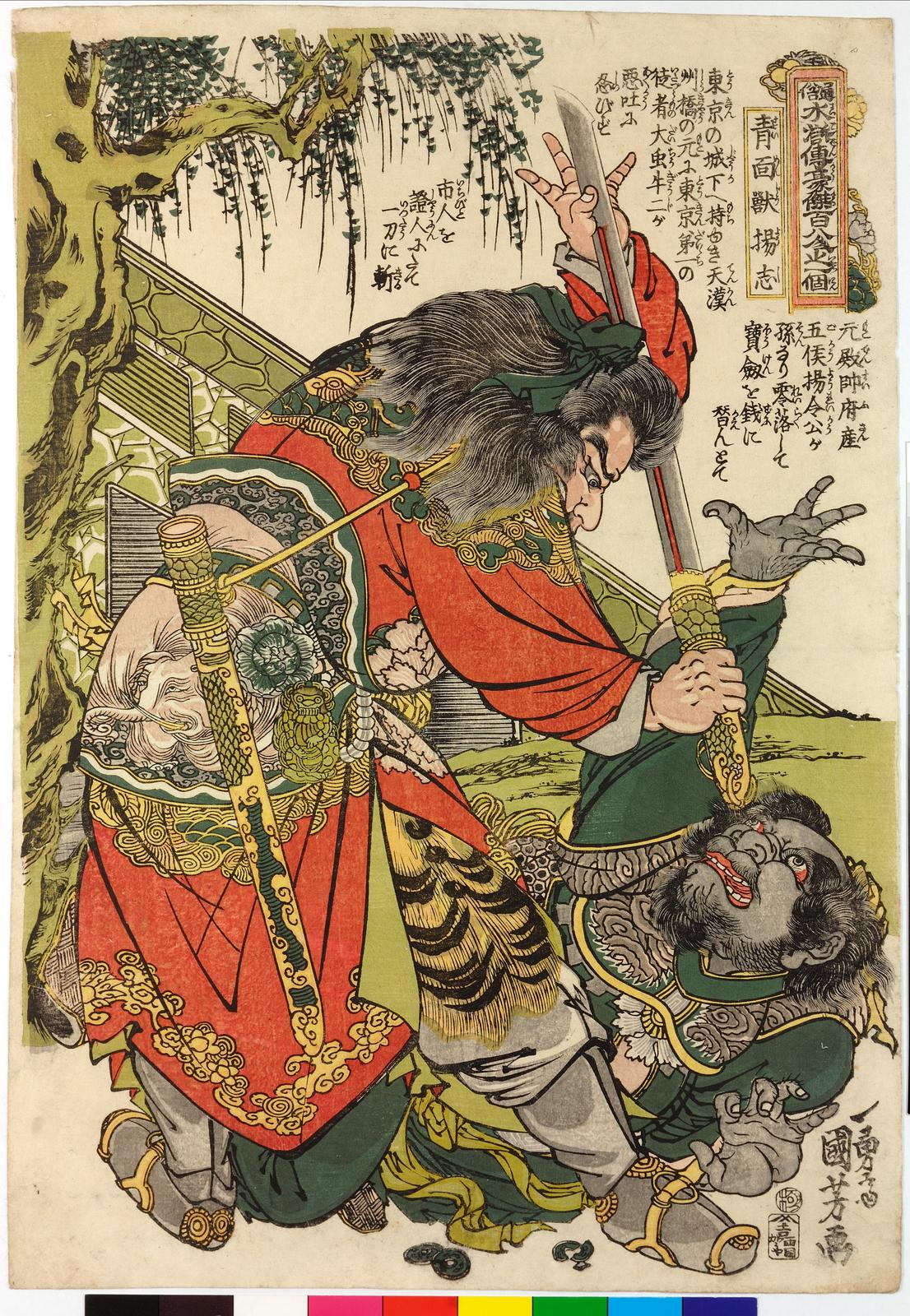
楊志

楊 志（よう し）は、中国の小説で四大奇書の一つである『水滸伝』の登場人物。北宋末期に実在した同名の武将がモデルとされる。

## 史実の楊志
史実の楊志の記述は極めて少ないが、中国の歴史学者余嘉錫は、童貫の配下の武将として宋金戦争に従軍した人物であるとしている。
余の説によれば、野史『三朝北盟会編』巻六には遼討伐軍の武将を列記した箇所があり、「宣和四年，六月，童貫河閒府に至り…种師道を以て東路の兵を総べしめ、白溝に屯せしむ…趙明、楊志は将として選鋒たり…」とあり、楊志は童貫の配下として先陣を務めた武将だったようである。余嘉錫は、楊志は宋江の部下として方臘討伐に従軍した後、宋江が陣没したためにその兵を受け継ぎ、方臘制圧の功績によって先陣の将となっていたのであろうとしている。楊志は「招安巨寇」と呼ばれ、种師中の配下となり、1126年の第一次金軍入寇の戦いに従軍し、金を迎撃したが兵糧が支給されなかったために不満を持ち、逃走した。このため种師中は戦死してしまった。楊志のその後の行方は分からない。

## 『水滸伝』での概要
天暗星の生まれ変わりで、序列は梁山泊第十七位の好漢。渾名は青面獣（せいめんじゅう）で、顔に巨大な青痣があることから由来する。
宋初期の英雄・楊業の子孫という設定で、若くして武挙に合格したエリート武官である。痣以外の外見的特徴は背はやや高めで髭は薄くあごにまばらに生えている程度。武芸十八般に通じた豪傑で、林冲、索超、魯智深、呼延灼ら作中屈指の名手と互角に渡り合う実力を持つ。しかし、梁山泊の中でも最も激しい転落人生を送った人物の一人でもある。

## 物語中での活躍
功臣の子孫で代々武官の家柄に生まれ、若くして武挙に合格し殿司制使（近衛隊長）の地位に登る。順調に出世街道を歩むかに思われたが、花石綱運搬の監督を9人の制使の一人として命ぜられた際に、嵐に巻き込まれて船が沈没し任務は失敗。責任追及を恐れると、官職を捨てて逐電した。
その後大赦が出たことを知ると復職を望み都へ向かう。その途中で梁山泊にてかつての禁軍教頭・林冲による追剥にあい（梁山泊入山条件として追剥をさせられていた）、対決するも勝負がつかなかった。これを見た梁山泊の首領・王倫は、自分の地位安泰のため林冲の当て馬にしようと入山を勧めてきたが、プライドの高い楊志はこれを蹴っている。都に到着すると賄賂を使って方々にとりなしを頼み、あとは太尉・高俅の認可を得るだけという状況まで漕ぎ着けるが、高俅からは一蹴され、復官はならなかった。所持金を使い果たした楊志は、止む無く家宝の宝刀を売りに出している所に絡んできたゴロツキの牛二を斬殺。しかしすぐに自首したのと相手が鼻つまみ者だったため、宝刀を没収の上北京へ流罪という軽い罰で済んだ。
流刑先の北京留守司・梁世傑は楊志を気に入り軍人として取り立てようとするが、他の武官たちが納得しない事を考慮して御前試合を催す。試合で周謹を破り、索超と引き分けた楊志は提轄使（民兵長）に取り立てられ、返り咲きした。数ヶ月して、梁世傑の舅である蔡京の誕生祝（という体裁をとった賄賂）で、10万貫の価値がある生辰綱の運搬監督を命ぜられる。しかしまたもや運悪く、晁蓋らが生辰綱を狙っていた。それでも楊志は盗賊対策に十分な配慮をしていたが、指揮下にあるはずの使者や運び手達の反発に遭い、その隙を晁蓋ら盗賊団に突かれ、痺れ酒を盛られた挙句、宝物も全て奪われてしまう。帰るに帰れなくなった楊志は自殺を図るが、考え直して開き直り、無頼の徒として生きる事を決意した。
目的も無く旅をしていたが偶然、林冲の弟子だった酒屋・曹正や林冲の義兄弟の魯智深と出会い意気投合、3人で青州二竜山にこもる山賊を退治し、ここで山賊稼業を始める。さらに武松、施恩、張青、孫二娘を加えた二竜山は梁山泊に次ぐ勢力を誇るようになる。その後、呼延灼が青州に攻め込んできた時は、桃花山の救援に赴き呼延灼と激しい一騎討ちを繰り広げた。その後はさらに白虎山、梁山泊とも連合して呼延灼を捕らえ青州知事を討ち、そのまま梁山泊へと合流する。このときの祝宴で晁蓋たちが生辰網を奪った話題に及んだが楊志はおおいに笑って済ませた。
以降は先鋒や部隊の中枢を担って軍の主力として活躍。百八星集結後は騎兵軍八虎将兼先鋒使に任命される。朝廷への帰順に際しては反対し、捕虜になった高俅をかつての恨みから林冲とともに終始睨みつけるほどであったが、帰順後も以前と変わらずに武功を立てた。しかし、方臘討伐の緒戦の潤州攻略後に病にかかり丹徒県で養生するために戦線離脱。だが、それから回復することなく、乱終結までに死去した。